# Ocellularia eumorpha
Ocellularia eumorpha är en lavart som först beskrevs av James Stirton och som fick sitt nu gällande namn av Mason Ellsworth Hale. 
Ocellularia eumorpha ingår i släktet Ocellularia och familjen Graphidaceae. Inga underarter finns listade i Catalogue of Life.